# Nannowithius buettikeri
Nannowithius buettikeri är en spindeldjursart som först beskrevs av Volker Mahnert 1980.  Nannowithius buettikeri ingår i släktet Nannowithius och familjen Withiidae. Inga underarter finns listade i Catalogue of Life.